# Jingwei
Cette page contient des caractères spéciaux ou non latins. S’ils s’affichent mal (▯, ?, etc.), consultez la page d’aide Unicode.

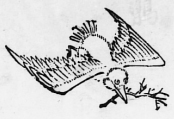
Jinwei, illustration du Shanhaijing, édition de 1597

L’oiseau jingwei 精衛 ou oiseau du ressentiment (yuanqin 冤禽) apparait dans un passage du Livre des monts et des mers (1), encyclopédie géographique et recueil de mythes des Royaumes combattants. Ce passage a inspiré une légende encore racontée aux écoliers chinois modernes pour sa valeur morale d’encouragement à la persévérance. Jingwei est mentionné par quelques poètes, comme Tao Yuanming et Li Bai.

## Version d’origine
Au nord sur l’arbre Shisang (1) dans la montagne Fajiu (2). vit un oiseau. C’est Nüwa (3), la plus jeune fille de l’empereur Yandi. Il a la tête tachetée, le bec blanc et les pattes rouges, jingwei est son cri, aussi l’appelle-ton oiseau jingwei ; on le nomme aussi l’oiseau du ressentiment. Il fait l’aller- retour entre la montagne de l’ouest et la mer où il jette les cailloux et les brindilles pris dans la montagne comme pour combler l’océan.
(1) 柘桑樹 (2) 發鳩山 (3) 女娃

## Version développée
Yandi avait plusieurs filles. La plus jeune aimait comme ses ainées se farder, mais se différenciait de ses sœurs par son goût pour la Mer orientale (3) près de laquelle elle vivait. Un jour qu’elle naviguait seule, les vagues l’engloutirent. Quelques jours après, apparut un oiseau jusqu’alors inconnu dans les parages. Ses couleurs, rappelant le maquillage de la jeune fille, persuadèrent chacun qu’il était la nouvelle forme de Nüwa. Comme il criait « jingwei », on lui donna ce nom. Il transportait chaque jour dans son bec des petites pierres ou des brindilles qu’il laissait tomber dans la mer dans l’espoir de la combler pour éviter d’autres noyades. Comprenant son intention, la mer ne tarda pas à se fâcher en soulevant d’immenses vagues : « Qui es-tu pour penser que tu peux faire quoi que ce soit contre moi? » rugit-elle. « Un million d’années ne suffiraient pas à me combler ». Mais l’oiseau répliqua : « Un million d’années, des millions de milliards d’années, jusqu’à l’extinction de l’univers, je continuerai! »

## Autres
Manyuan Long de l'université de Chicago a nommé un nouveau gène de drosophile Jingwei parce qu'il s'était lui aussi « réincarné » sous une nouvelle apparence (structure) et avec une nouvelle fonction. D'autres gènes liés ont reçu des noms tirés de la légende.